# A.S.D. Cagliese Calcio
Associazione Sportiva Dilettante Cagliese Calcio là một câu lạc bộ bóng đá Ý đến từ Cagli, Marche. Màu sắc chính của đội là vàng và đỏ. Đội bóng hiện đang chơi ở giải hạng Bảy của Ý, trước đây từng có thời gian chơi tại Serie D vào những năm 2000.
Câu lạc bộ được thành lập năm 1920. Chủ tịch đầu tiên của đội là Umberto Mochi.